# Лондонська арка
Лондонська арка (англ. London Arch; до 1990 року — Лондонський міст (англ. London Bridge)), або Лондон-бридж (англ. London Bridge) — природна арка в національному парку Порт-Кемпбелл, штат Вікторія, Австралія. Туристична пам'ятка, розташована на Великій океанській дорозі.

## Опис

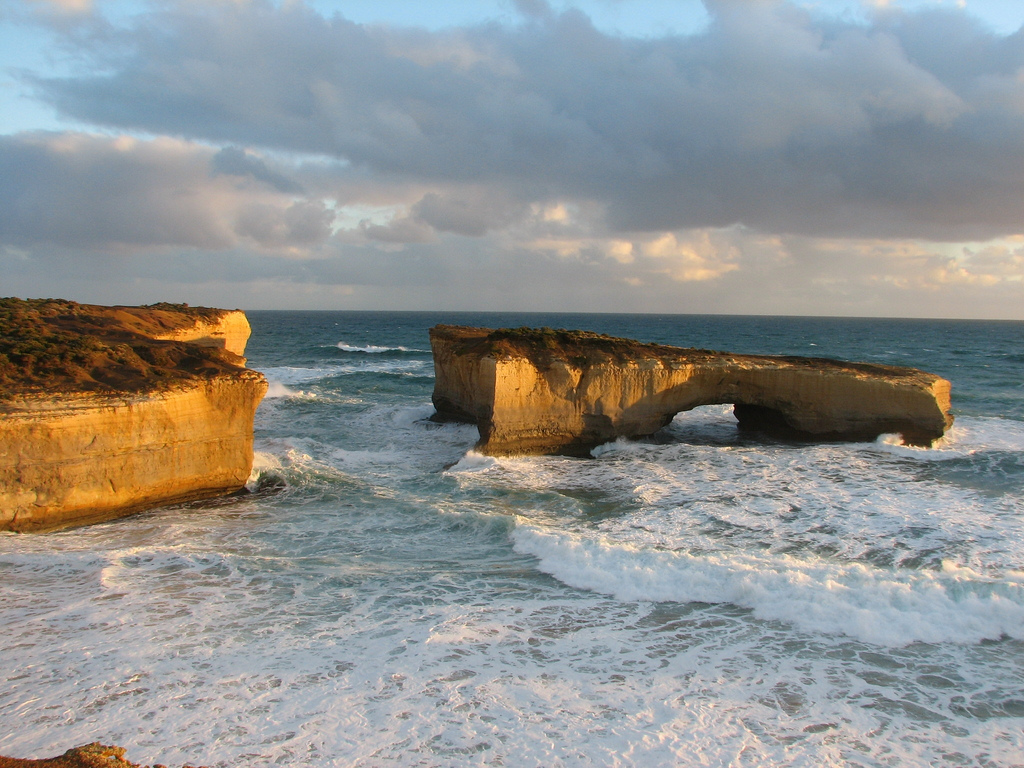
Після обвалення одного з прольотів

Скельне утворення віком близько 20 млн років, що піддається постійній дії океанських хвиль, поступово набрало вигляду двопрогоннового моста. Оскільки в наявності була помітна подібність з відомим Лондонським мостом, це кам'яне утворення отримала те ж ім'я.
15 січня 1990 року проліт, що знаходився ближче до берега, обвалився. Двоє туристів, що знаходилися у цей момент на далекій частині «моста», опинилися в пастці і незабаром були врятовані за допомогою вертольота, ніхто не постраждав. Після обвалення «Лондонський міст» перетворився на «Лондонську арку».

## Ресурси Інтернету
- Вікісховище має мультимедійні дані за темою: Лондонська арка
- bridge London Bridge, Port Phillips, Victoria, Australia Photo Gallery by Archiaston Musamma Family at pbase.com на сайті pbase.com
- Travel and Photography: London Arch of Port Campbell National Park, Victoria, Australia [Архівовано 5 березня 2016 у Wayback Machine.] на сайті travel-and-photography.blogspot.com
- Дванадцять Апостолів і Лондонська Арка [Архівовано 5 березня 2016 у Wayback Machine.] (рос.) на сайті turspeak.ru